# Aleksandrów (powiat piaseczyński)
Aleksandrów – wieś w Polsce położona w województwie mazowieckim, w powiecie piaseczyńskim, w gminie Góra Kalwaria.
15 września 1944 wieś została przejęta przez 1 Pułk Piechoty.
W latach 1975−1998 miejscowość należała administracyjnie do województwa warszawskiego.
Przez miejscowość przebiega droga wojewódzka nr 722.